# Comptus badius
Comptus badius är en ödleart som beskrevs av  Cope 1868. Comptus badius ingår i släktet Comptus och familjen kopparödlor. Inga underarter finns listade i Catalogue of Life.
Denna geckoödla förekommer endemisk i Puerto Rico. Den lever i låglandet upp till 65 meter över havet. Arten hittas i skogar och i gräsmarker i lövskiktet. Honor lägger inga ägg utan föder levande ungar.
För beståndet är inga hot kända. Hela populationen bedöms som stabil. IUCN listar arten som livskraftig (LC).